# Graždanik
Grazhdanik en albanais et Graždanik en serbe latin (en serbe cyrillique : Гражданик) est une localité du Kosovo située dans la commune/municipalité de Prizren et dans le district de Prizren/Prizren. Selon le recensement kosovar de 2011, elle compte 884 habitants.

## Démographie

### Évolution historique de la population dans la localité
| 1948 | 1953 | 1961 | 1971 | 1981 | 1991 | 2011 |
| ---- | ---- | ---- | ---- | ---- | ---- | ---- |
| 134  | 135  | 135  | 234  | 345  | 442  | 884  |

|  |

### Répartition de la population par nationalités (2011)
En 2011, les Albanais représentaient 99,43 % de la population.